# 蓋茨 (內布拉斯加州)
蓋茨（英語：Gates）是位於美國內布拉斯加州卡斯特縣的非建制地區。

## 歷史
蓋茨的郵局於1884年設立，其後於1989年停運。

## 地理
蓋茨所處的海拔為高於海平面745米（即2444英呎），而該地所採用的時區為UTC-6，即北美中部时区（CST）。同時該地設有夏令時間，為UTC-6調快一小時，即UTC-5（CDT）。